# 天野若円
天野 若円（あまの じゃくえん、嘉永4年5月10日（1851年6月9日） - 明治42年（1909年）12月4日）は、明治前期の浄土真宗本願寺派の僧侶・政治家。諡号は即生院。

## 経歴
父の天野若空（文政2年3月13日（1819年4月7日）－明治31年（1898年）3月9日）は浄土真宗の学僧として名高く、美濃国厚見郡岩戸村（北長森村を経て現在の岐阜県岐阜市）にあった善龍寺の住職を務め、没後の明治34年（1901年）には勧学の地位を贈られている。
若円は若空の長男として生まれ、明治13年（1880年）浄土真宗本派大教校普通全科卒業後善龍寺を継ぎ、更に高田教務所管事や本山（西本願寺）の教学課長などを歴任した。
明治23年（1890年）、第1回衆議院議員総選挙に岐阜県第1区から立候補して当選、大成会に属した。それまで政治的経験の無かった若円の名前を有名にしたのは第1議会開催中の明治24年（1891年）2月24日、若円は大日本帝国憲法第67条に関わる予算削減について衆議院において審議する場合には事前に政府の了承を得る代わりに予算審議における衆議院の優越を確保するという動議を行ったことである。この動議を巡って立憲自由党は内紛を起こし、予算案の成立をみて第1次山縣内閣は窮地を脱した。同年、若円の地元は濃尾地震の直撃を受けるが、若円は復興のために奔走し、後に犠牲者を追悼する震災紀念堂を建立、明治26年（1893年）10月27日に完成した。
その後、第6回衆議院議員総選挙の補欠選挙および第8回衆議院議員総選挙に当選し、衆議院議員を計3期務めた。